# Железный дом
Железный дом (также Каса-де-Фьерро, Каса-де-Йерро; исп. La Casa de Fierro) — двухэтажный особняк 1890 года постройки, расположенный в Икитосе, республика Перу. Конструкции, изготовленные по проекту Гюстава Эйфеля, были отлиты годом ранее в Бельгии, доставлены в Икитос пароходом и собраны на месте.

## История
Как и театр Амазонас в Манаусе (Бразилия), Железный дом в Икитосе стал символом «прекрасной эпохи», затронувшей этот латиноамериканский регион в период каучуковой лихорадки конца XIX — начала XX веков. Разбогатевшие перуанские плантаторы-каучеро желали превратить город в перуанский Париж, наполнив его атмосферой старой Европы. Они получали за экспорт сырья столько валюты, что мраморные особняки с фасадами, портиками и резными «новоорлеанскими» балконами, появлялись один за другим — но именно Железный дом поражал современников смелостью проектировщиков.
Дом посреди сельвы задумал местный миллионер дон Ансельмо де Агила. Спроектировал его французский архитектор Гюстав Эйфель, создавший Эйфелеву башню. Архитектор отлил конструкцию дома в бельгийских цехах Эссо, обработал пластины и отправил все части пароходом через Атлантический океан. В Икитос детали для дома доставил бразильский пароход «Персеверанса». Для придания дому большей помпезности его испанское название было латинизировано.
Иметь в преимущественно деревянном городе металлическое здание, отлитое в Европе, считалось верхом роскоши, тем более учитывая тот факт, что металл разъедали экваториальные дожди и он требовал постоянного дорогостоящего ухода для борьбы с коррозией.
После сборки оказалось, что особняк непригоден для жилья, так как солнце накаляло металл до невыносимых температур. Дон Агиле продал этот дом своему другу, каучеро Амбросио Моралесу, но и он долго в нём не прожил. Здание постоянно переходило из рук в руки. В 1985 году в нём разместился клуб, который пустовал в дневные часы сиесты, но оживлялся около полуночи. Современный владелец дома Худит Акоста де Фортес использует его для торговли: на первом этаже размещаются сувенирные лавки, на втором этаже — кафе «Амазонас».